# Stipo Marković
Stipo Marković (ur. 3 grudnia 1993 w Kiseljaku) – bośniacki piłkarz, obrońca, występujący w klubie NK Rudeš. Młodzieżowy reprezentant Bośni i Hercegowiny.